# Ara
Ara（アラ、1990年2月11日 - ）は、韓国出身の女優、ファッションモデルである。日本では芸名のAra、韓国では本名のコ・アラ（漢: 高雅羅、朝: 고아라）名義で活動している。

## 来歴
2003年、韓国の大手芸能事務所であるSMエンタテインメント主催のオーディション「第5回SM青少年ベスト選抜大会」でグランプリを獲得し、ファッションモデル、及び女優として活動を開始。
2006年、日本とモンゴルの合作映画『蒼き狼〜地果て海尽きるまで〜』のオーディションで四万人の中からグランプリに選出され、主人公のテムジン（チンギス・カン）が愛した女性クランを演じた。
2016年にデビューから所属していたSMエンタテインメントとの契約完了にともない離脱し、2017年にartist companyとの専属契約となる。2023年1月、キングコング by STARSHIP(STARSHIPエンターテインメントの俳優マネジメント部門)との専属契約を発表。

## 人物
- 貞信女子高等学校卒業[1]。中央大学校演劇映画学部卒業[7]。
- 趣味、及び特技は、歌、ダンス、フルート、作詞。
- 高校時代から日本語を学んでいるため堪能である。

## 出演

### 映画
- 蒼き狼 〜地果て海尽きるまで〜（2007年） - クラン 役
- 昴 -スバル-（2009年） - リズ・パーク 役
- ペースメーカー（2012年） - ユ・ジウォン 役
- パパ（朝鮮語版、英語版）（2012年） - ジュン 役
- 朝鮮魔術師（2015年） - チョンミョン 役
- 探偵ホン・ギルドン 消えた村（2016年） - ファン会長 役
- 貴公子（2023年） - ユンジュ 役

### テレビドラマ
- シャープ（2003年、KBS） - 主演：イ・オクリム 役
- シャープ2（2005年、KBS） - 主演：イ・オクリム 役
- 雪の花（2006年、SBS） - 主演：ユ・ダミ 役
- どなたですか? 〜天国からのメッセージ〜（朝鮮語版、英語版）（2008年、MBC） - ソン・ヨウンイン 役
- 華麗なるスパイ 第3話（2009年、日本テレビ） - シン・ユナ 役
- No Limit〜地面にヘディング〜（2009年、MBC） - カン・ヘビン 役
- 応答せよ1994（2013年、tvN） - ソン・ナジョン 役
- 君たちは包囲された（2014年、SBS） - オ・スソン 役
- プロデューサー（2015年、KBS） - 特別出演
- 恋のスケッチ〜応答せよ1988〜（2015年 - 2016年、tvN） - ソン・ナジョン 役
- 花郎（2016年 - 2017年、KBS2）- ヒロイン：アロ 役
- ブラック～恋する死神～（2017年、OCN）- カン・ハラム 役
- ハンムラビ法廷〜初恋はツンデレ判事!?〜（2018年、JTBC） - パク・チャオルム 役
- ヘチ 王座への道（2019年、SBS） - チョン・ヨジ 役
- 賢い医師生活（2020年、tvN） - イクジュンの元彼女 役
- ドドソソララソ（2020年、KBS） - 主演：ク・ララ 役

### テレビ番組
- ミュージックバンク（2004年、KBS2） - VJ

### ミュージックビデオ
- 東方神起「HUG」（2004年）
- 東方神起「これだけは知っているが」（2011年）
- SHINee「JULIETTE Japanese ver」（2011年）
- キュヒョン「밀리언 조각 (A Million Pieces)」（2015年）

## 作品

### 写真集
- Ara in Rome Ara×篠山紀信 (2007年3月23日、角川春樹事務所)[8]